# Piet Fransen
Piet Fransen (Groningen, 5 luglio 1936 – Groningen, 2 agosto 2015) è stato un calciatore olandese, di ruolo centrocampista.

## Carriera

### Club
Dopo aver giocato nelle giovanili del Velocitas Groningen, nel 1957 Fransen inizia la sua carriera da professionista nella G.V.A.V., dove rimane fino al 1965, anno del trasferimento al Feyenoord, dove rimane solo una stagione. Fransen torna quindi alla G.V.A.V. per sei mesi, giocando gli ultimi sei mesi del campionato nuovamente tra le file del Feyenoord.
Nel 1967 si trasferisce per l'ultima volta, di nuovo alla G.V.A.V., che intanto nel 1971 viene sostituito dal Football Club Groningen; si ritira nel 1973.
Nel 2011 viene rinominata in suo onore la tribuna est dello Stadio Euroborg, dove vengono giocate le partite in casa del Groningen.

### Nazionale
Fransen ha giocato in totale 6 partite con la Nazionale olandese, segnando anche un gol contro l'Israele. Ha esordito con gli Oranje il 25 ottobre 1964 nel match valevole per le qualificazioni al Mondiale 1966 contro l'Albania.

## Statistiche

### Cronologia presenze e reti in Nazionale
| Cronologia completa delle presenze e delle reti in nazionale ― Paesi Bassi | Cronologia completa delle presenze e delle reti in nazionale ― Paesi Bassi | Cronologia completa delle presenze e delle reti in nazionale ― Paesi Bassi | Cronologia completa delle presenze e delle reti in nazionale ― Paesi Bassi | Cronologia completa delle presenze e delle reti in nazionale ― Paesi Bassi | Cronologia completa delle presenze e delle reti in nazionale ― Paesi Bassi | Cronologia completa delle presenze e delle reti in nazionale ― Paesi Bassi | Cronologia completa delle presenze e delle reti in nazionale ― Paesi Bassi |
| Data                                                                       | Città                                                                      | In casa                                                                    | Risultato                                                                  | Ospiti                                                                     | Competizione                                                               | Reti                                                                       | Note                                                                       |
| -------------------------------------------------------------------------- | -------------------------------------------------------------------------- | -------------------------------------------------------------------------- | -------------------------------------------------------------------------- | -------------------------------------------------------------------------- | -------------------------------------------------------------------------- | -------------------------------------------------------------------------- | -------------------------------------------------------------------------- |
| 25-10-1964                                                                 | Tirana                                                                     | Albania                                                                    | 0 – 2                                                                      | Paesi Bassi                                                                | Qual. Mondiali 1966                                                        | -                                                                          |                                                                            |
| 9-12-1964                                                                  | Amsterdam                                                                  | Paesi Bassi                                                                | 1 – 1                                                                      | Inghilterra                                                                | Amichevole                                                                 | -                                                                          |                                                                            |
| 26-10-1965                                                                 | Tel Aviv                                                                   | Israele                                                                    | 0 – 1                                                                      | Paesi Bassi                                                                | Amichevole                                                                 | 1                                                                          | 46’                                                                        |
| 17-3-1965                                                                  | Belfast                                                                    | Irlanda del Nord                                                           | 2 – 1                                                                      | Paesi Bassi                                                                | Qual. Mondiali 1966                                                        | -                                                                          |                                                                            |
| 14-11-1965                                                                 | Berna                                                                      | Svizzera                                                                   | 2 – 1                                                                      | Paesi Bassi                                                                | Qual. Mondiali 1966                                                        | -                                                                          |                                                                            |
| 23-3-1966                                                                  | Rotterdam                                                                  | Paesi Bassi                                                                | 2 – 4                                                                      | Germania Ovest                                                             | Amichevole                                                                 | -                                                                          |                                                                            |
| Totale                                                                     |                                                                            | Presenze                                                                   | 6                                                                          |                                                                            | Reti                                                                       | 1                                                                          |                                                                            |